# Geser (eiland)
Geser, ook Gisser, is een eiland in de Molukken. Het is een atol tussen Seram en Goram. Op Geser wordt het Geser-Gorom gesproken. De bevolking is overwegend islamitisch, maar kent ook een Chinese minderheid.
Geser heeft een natuurlijke haven en is al eeuwen een handelspost. Het fungeerde als een regionaal centrum voor redistributie van goederen, met name voor Zuid-Seram. Het eiland is voor de productie van groenten sterk afhankelijk van het nabijgelegen Seram Laut.
Tot 1768 werd het gebied indirect bestuurd, via de sultan van Tidore. Het was de bedoeling er in 1785 een fort te bouwen, maar dat kwam er aanvankelijk nog niet van. Wel nam in de eerste helft van de 19e eeuw het aantal bezoeken van Nederlandse bestuurders toe. Op 29 april 1824 werd Geser een onderdeel van de residentie Banda, en in 1850 werd op Geser een bestuurspost gevestigd. Het was een stapelplaats voor de zuidoostelijke archipel, waar door Boeginezen textiel (vanuit Makassar en Singapore), koper vanuit Bali, en rijst, vuurwapens, zilver en grote hoeveelheden opium werden aangevoerd. Het aantal Chinezen op het eiland nam toe, er vestigden zich ook Arabische en Europese handelaren, en omdat er steeds vaker stoomschepen aanlegden, werd er in 1874 een regeringsdepot voor steenkool gevestigd. Handelaren uit Geser kochten producten op de westkust van Nieuw-Guinea en vervoerden die naar Kilwaru, in ruil voor kleding, sago en opium. De im- en exporthandel van Geser beliep een miljoen gulden per jaar. Toen in 1888 Banda van residentie werd gedegradeerd tot bestuursafdeling, werd Geser, dat aanvankelijk onder het bestuur van Kilwaru viel, een onderdeel van de afdeling Banda van de residentie Amboina. Aan het eind van de 19e eeuw werd op Geser een klein Nederlands garnizoen gevestigd.

## Knijpkatten
De vader van de Nederlandse journalist Theodor Holman was vlak na de Tweede Wereldoorlog assistent-resident op Geser. Hij liet uit Nederland dertig knijpkatten komen zodat de plaatselijke agenten bij hun nachtelijke patrouilles over een betrouwbare lichtbron beschikten. Het gevolg was echter dat de misdaad er sterk toenam, zodat Holman sr. de knijpkatten maar weer innam.